# Jackson County, Kansas
Jackson County är ett administrativt område i delstaten Kansas, USA, med 13 462 invånare. Den administrativa huvudorten (county seat) är Holton.
Countyt har fått sitt namn efter general Andrew Jackson som var USA:s sjunde president 1829-1837 som hade besegrat britterna i slaget vid New Orleans den 8 januari 1815.

## Geografi
Enligt United States Census Bureau har countyt en total area på 1 704 km². 1 698 km² av den arean är land och 2 km² är vatten.

### Angränsande countyn
- Brown County - nordost
- Atchison County - öst
- Jefferson County - sydost
- Shawnee County - syd
- Pottawatomie County - väst
- Nemaha County - nordväst

### Orter
- Circleville
- Delia
- Denison
- Holton (huvudort)
- Hoyt
- Mayetta
- Netawaka
- Soldier
- Whiting